# Земля и вода
Земля и вода (др.-греч. γῆ καί ὕδωρ, ге кай хю́дор, перс. آب و زمین‎) — согласно наблюдениям историка Геродота, ультиматум, предъявлявшийся персидскими властями всем городам и заключавшийся в требовании полнейшего подчинения.

## Упоминания у Геродота
В Книге IV «Истории» слова «земля и вода» упомянуты в ответе скифского царя Иданфирса персидскому царю Дарию I. В Книге V упоминается требование от Дария I «земли и воды», направленное македонскому царю Аминте I, которое македонянин принял. Подобные требования также предъявляли афинянам в 507 году до н. э. послы Артаферна, которые афиняне приняли. В Книге VI Дарий отправил послов в Грецию, требуя от всех городов преподнести «землю и воду», и очень немногие города отказывались выполнять требования.
В Книге VII Геродот упоминает, что из отказавшихся преподносить «землю и воду» выделились спартанцы, которые сбросили персидских послов в колодец, заявив, что там персы накопают себе сами землю и найдут достаточно воды.

## Толкование
Требование земли и воды в отношении противника означало, что противник должен был не просто сложить оружие и сдаться, но и предоставить персам во владение всю землю и всё, что на ней производится; персы получали абсолютную власть над всеми жителями завоёванных земель, и жизни подданных теперь оказывались во власти персов. В ходе дальнейших переговоров персы определяли, какие права достанутся покорённым. Даже в современном греческом языке «земля и вода» является синонимом полнейшего подчинения.
Современный историк Джек Мартин Балсер отмечает, что земля и вода были важнейшими символами в зороастризме и олицетворяли подчинение у персов.